# Кляйне, Томас
Томас Кляйне (нем. Thomas Kleine; род. 28 декабря 1977[…], Вермельскирхен, Северный Рейн-Вестфалия) — немецкий футболист и футбольный тренер. Главный тренер клуба «Гройтер Фюрт».

## Биография

### Клубная карьера
Родился в 1977 году в городе Вермельскирхен и является воспитанником местной одноимённой команды. В 1998 году подписал контракт с клубом «Байер 04», в фарм-клубе которого и начал профессиональную карьеру, выступая в Регионаллиге. Дебютировал в Бундеслиге в составе основной команды 19 декабря 2001 года в матче против «Вольфсбурга» (1:3), в котором вышел на замену на 85-й минуте вместо Анеля Джаки. В том же сезоне вместе с командой стал финалистом Лиги чемпионов УЕФА. В финальном матче Кляйне остался в запасе, а его команда уступила мадридскому «Реалу» со счётом 1:2.
Летом 2003 года подписал контракт с клубом второй Бундеслиги «Гройтер Фюрт». В новом клубе Кляйне быстро стал основным игроком и за четыре сезона сыграл за команду более 100 матчей. В 2007 году подписал контракт с клубом Бундеслиги «Ганновер 96», где провёл 9 матчей и забил 1 гол. По ходу сезона 2007/08 перешёл в мёнхенгладбахскую «Боруссию», которой помог стать победителем второй Бундеслиги и вновь выйти в высший дивизион.
В 2010 году вернулся в «Гройтер Фюрт». В его составе стал победителем второй Бундеслиги в сезоне 2011/12, но после одного сезона в высшей лиге «Гройтер» вылетел обратно. В сезоне 2014/15 Кляйне был переведён в фарм-клуб «Гройтер II», выступающий в Регионаллиге, где совмещал роль игрока и ассистента главного тренера. Также в октябре 2014 года он провёл две игры за основной состав команды, оба раза выйдя на замену в компенсированное время. В феврале 2015 года был назначен главным тренером «Гройтер Фюрт II» и возглавлял команду до мая 2017 года, под его руководством клуб провёл 77 матчей. Летом 2016 года Кляйне также стал ассистентом в основной команде клуба, но ушёл с должности после увольнения главного тренера Штефана Рутенбека в ноябре того же года. В октябре 2017 года перешёл на должность ассистента в клуб «Фортуна» Дюссельдорф.

### Карьера в сборной
В апреле 2003 года сыграл один товарищеский матч за вторую сборную Германии против второй сборной Турции.

## Достижения
«Байер 04»
- Финалист Лиги чемпионов УЕФА: 2001/02

«Боруссия» Мёнхенгладбах
- Победитель Второй Бундеслиги: 2007/08

«Гройтер Фюрт»
- Победитель Второй Бундеслиги: 2011/12